# Echo (planetka)
(60) Echo je planetka nacházející se v hlavním pásu asteroidů. Její průměr činí asi 60 km. Byla objevena 14. září 1860 americkým astronomem J. Fergusonem.